# یواس‌اس ادیرانداک (ای‌جی‌سی-۱۵)
یواس‌اس ادیرانداک (ای‌جی‌سی-۱۵) (به انگلیسی: USS Adirondack (AGC-15)) یک کشتی بود که طول آن ۴۵۹ فوت ۲ اینچ (۱۳۹٫۹۵ متر) بود. این کشتی در سال ۱۹۴۵ ساخته شد.